# Stazione di Mattarello
Stazione di Mattarello vasútállomás Olaszországban, Trentino-Alto Adige régióban, Trento településen.

## Vasútvonalak
Az állomást az alábbi vasútvonalak érintik:
- Brenner-vasútvonal

## Kapcsolódó állomások
A vasútállomáshoz az alábbi állomások vannak a legközelebb: 
- Stazione di Trento
- Stazione di Rovereto
- Calliano railway station